# Унебі (гора)
Унебі (яп. 畝傍山, うねびやま, унебі-яма, «гора, що вивергає вогонь») — гора вулканічного походження в Японії на території міста Касіхара, в центрально-західній частині префектури Нара. Висота становить 198,8 м.
Разом із горою Аменокаґу та горою Мімінасі належить до так званих «трьох гір Ямато», серед яких є найвищою. Підніжжя гори становлять гнейсові породи, а частину від середнього схилу і вище — біотит і андезит. На вершині міститься воронка згаслого кратеру.
Під горою знаходяться мавзолеї 4-х легендарних Імператорів Японії — Імператора Дзімму, Суйдзея, Аннея й Ітоку, а також багато історичних пам'яток.
Сама гора оспівана у багатьох японських стародавніх піснях та переказах, зокрема у творах першої японської поетичної збірки «Манйосю».